# Aeroporto Internacional Doctor Fernando Piragine Niveyro
O Aeroporto Internacional Doctor Fernando Piragine Niveyro (IATA: CNQ, ICAO: SARQ) serve a cidade de  Corrientes, província de Corrientes, Argentina. Está localizado a 10 km do centro da cidade.
O aeroporto teve sua construção iniciada em 1961 e foi oficialmente inaugurado em 1964. é conheciado também como  Aeroporto de Corrientes Camba Puntá. Possui um terminal de passageiros com 1,400 m² distribuído em 2 andares.

## Terminal
| Companhias            | Destinos                |
| --------------------- | ----------------------- |
| Aerolíneas Argentinas | Buenos Aires-Aeroparque |